# Кагарлык (Одесская область)
Кагарлык (укр. Кагарлик) — село, относится к Беляевскому району Одесской области Украины.
Население по переписи 2001 года составляло 1637 человек. Почтовый индекс — 67614. Телефонный код — 4852. Занимает площадь 2,15 км². Код КОАТУУ — 5121083001.

## Местный совет
67614, Одесская обл., Беляевский р-н, с. Кагарлык, ул. Центральная, 2